# ラザロの復活 (グエルチーノ)
『ラザロの復活』（ラザロのふっかつ、仏: La Résurrection de Lazare、英: The Raising of Lazarus）は、イタリアのバロック絵画の巨匠グエルチーノが1619年にキャンバス上に油彩で制作した絵画である。画家がボローニャで名声を上げ、次々と傑作を生みだしていた時期に描かれた。主題は、4つの「福音書」すべてに記述されている「ラザロの復活」である。現在、パリのルーヴル美術館に所蔵されている。この絵画のための準備素描がニューヨークのメトロポリタン美術館に所蔵されている。

## 作品
本作は、1682年にナポリのカルロ、フランチェスコ・ガロファーリ兄弟のコレクションにあったことが記録されている。1785年、いまだナポリにあった作品は、ヴィヴァン・ドゥノンにより26,000リーブルでルイ16世のために購入され、フランス革命後はルーヴル美術館に展示された。ジョゼフ・マロード・ウィリアム・ターナーは、アミアンの和約中の1802年にこの絵画を見ており、その模写が彼の『ルーヴル・スケッチブック』に見られる。
イエス・キリストが死者ラザロを蘇らせた奇蹟は、「マタイによる福音書」 (9章18-26) 、「マルコによる福音書」(5章21-43) 、「ルカによる福音書」(8章40-56) 、「ヨハネによる福音書」(11章1-44) に記されている。エルサレム近郊のベタニアという町に、キリストと親しいマルタとマリアという姉妹が住んでいた。2人にはラザロという兄弟がいたが、病で亡くなった。その4日後、キリストはマルタを伴なってラザロの墓へ向かい、「出てきなさい」と声をかける。すると、棺の中から布に巻かれたままのラザロが出てきたのである。
画面では、人物の形態が闇の中に溶け込み、あるいは闇から浮かびあがる。その明暗の強烈な対比、右端のキリストと左側のラザロを結ぶ対角線とラザロと彼を取り巻く人々の逆向きの対角線が交差するダイナミックな構図、人物の内面心理を雄弁に物語る視線や手の仕草などは、初期のグエルチーノのバロック的な性格を端的に示す。